# Girolamo Machiavelli
Girolamo Machiavelli (* 1415; † 11. Juli 1460 in Florenz) war ein Florentiner Advokat und Politiker.

## Leben
Girolamo Machiavelli war in seinen ersten Lebensjahrzehnten ein gewöhnliches, ämterbefähigtes Haupt der Oligarchie von Florenz. Auch die Umstürze von 1433/34 und die Machtergreifung von Cosimo de’ Medici hatten zunächst keine Auswirkungen auf Girolamos Leben. 1452 war er Mitglied der um die Herrschaftssicherung bemühten Balìa.
Nachdem bereits 1455 die kontrollierte Auslosung der Ämterbesetzung aufgehoben worden war und ein Machtbehauptungskampf der Medici im Raume stand, warf sich Girolamo Machiavelli 1458 zum Haupt der Räteopposition auf. Der Zeitgenosse Marco Parenti behauptet, Girolamo sei stets ein Feind von Cosimo de’ Medici gewesen, sempre stato inimico di Cosimo.' 

Luca Pitti (1398–1472) war mit den Machiavelli verschwägert und blickte auf Jahrhunderte der räumlichen wie auch verwandtschaftsbezogenen Beziehung zurück, war jedoch der führende Parteimann der Medici. Er befürwortete die Einrichtung der so genannten Cento, einer Hundertmännerversammlung der treumediceischen Häupter. 

In der Entscheidung vom Sommer 1458 unterlag Girolamo Machiavelli, indem er am 3. August verhaftet wurde. Nach dem Herannahmen von Astorre II. Manfredi (1412–1468), dem Söldnerführer und Herrn von Faenza, entschied sich die Auseinandersetzung am 11. August in einem parlamento auf der Piazza della Signoria von Florenz und mit der Akklamation zu einer den Medici gehorchenden Neuordnung.
Girolamo wurde exiliert. Da er den ihm zugewiesenen Exilort verließ, wurde er zum Rebellen erklärt, also zum Staatsfeind. Später traf er in der Lunigiana auf seinen Verräter aus den Reihen der Kleinpotentaten und wurde an Florenz ausgeliefert. Da er unter Folter weitere Mitbürger denunzierte, hatten die Medici einen glücklichen Vorwand zur Exilierung weiterer 25 Häupter und zur Prorogation der kontrollierten Ämterauslosung um weitere fünf Jahre.
Girolamo Machiavelli verstarb am 11. Juli 1460 im Kerker seiner Vaterstadt. Er wurde in der Kirche Santa Croce bestattet. Der berühmte Niccolò Machiavelli (1469–1527) stammte aus einer anderen Linie der Familie, rechnete das Schicksal seines entfernten Onkels jedoch unter seine Familienüberlieferung.